# Андо-цезские народы
Андо-цезские народы или андо-дидойские народы — группа народностей нахско-дагестанской языковой семьи в России, живут в основном на юго-западе Дагестана. Входят в аваро-андо-цезскую группу языков и подразделяются на две языковые подгруппы: цезскую и аваро-андийскую, в том числе собственно аварцы и андийская большая подгруппа.  Андийские народности  близки в культурно-бытовом и  религиозном отношениях к аварцам, а в политическом плане ранее входили в состав аварских государственных образований, таких как средневековый Сарир, так называемые вольные общества и аварское нуцальство.

## Численность
| Народ                  | Численность в 2002 году, чел. в Дагестане | % от Дагес- тана | Численность в 2002 году, чел. в России | Оценка, чел. | Численность в 2010 году, чел. в Дагестане | Численность в 2010 году, чел. в России |
| ---------------------- | ----------------------------------------- | ---------------- | -------------------------------------- | ------------ | ----------------------------------------- | -------------------------------------- |
| Андо-цезские народы    | 56671                                     | (2,2 %)          | 57498                                  | 115000       | 48184                                     | 48646                                  |
| 1.а) Андийские народы: | 33707                                     | (1,3 %)          | 34387                                  | 75000        | 28716                                     | 29105                                  |
| Андийцы                | 21270                                     | (0,8 %)          | 21808                                  | 30000        | 11448                                     | 11789                                  |
| Ахвахцы                | 6548                                      | (0,2 %)          | 7000                                   | 17000        | 7923                                      | 7930                                   |
| Каратинцы              | 6019                                      | (0,2 %)          | 6052                                   | 7000         | 4761                                      | 4787                                   |
| Тиндинцы (тиндалы)     | 33                                        | (0,0 %)          | 44                                     | 6000         | 634                                       | 635                                    |
| Багвалинцы (багулалы)  | 18                                        | (0,0 %)          | 40                                     | 6000         | 0                                         | 5                                      |
| Чамалинцы (чамалалы)   | 3                                         | (0,0 %)          | 12                                     | 10000        | 16                                        | 24                                     |
| Годоберинцы            | 2                                         | (0,0 %)          | 39                                     | 3000         | 426                                       | 427                                    |
| Ботлихцы               | 0                                         | (0,0 %)          | 16                                     | 6000         | 3508                                      | 3508                                   |
| 1.б) Цезские народы:   | 22964                                     | (0,9 %)          | 23111                                  | 42000        | 19462                                     | 19529                                  |
| Дидойцы (цезы)         | 15176                                     | (0,6 %)          | 15256                                  | 20000        | 11623                                     | 11683                                  |
| Бежтинцы               | 6184                                      | (0,2 %)          | 6198                                   | 7000         | 5956                                      | 5958                                   |
| Гунзибцы               | 972                                       | (0,0 %)          | 998                                    | 5000         | 918                                       | 918                                    |
| Гинухцы                | 525                                       | (0,0 %)          | 531                                    | 4000         | 439                                       | 443                                    |
| Хваршины               | 107                                       | (0,0 %)          | 128                                    | 6000         | 526                                       | 527                                    |

Общая численность по переписи 2021 года составляет в России 62 200 чел., в том числе в Дагестане — 61 418 чел.. Андийские народы составляют 36 609 чел. в России и 36 007 чел. в Дагестане, когда же цезские составляют соответственно 25 591 и 25 411 чел..
По данным экспертов, в начале 90-х, численность андо-дидойских народов составляла около 100 тысячи человек.

## Размещение
Андо-цезские народности расселены в основном на юго-западе Дагестана в верховьях рек Андийское Койсу и Аварское Койсу, а также в равнинной части республики, где они либо смешались с аварскими переселенцами из других горных районов, либо перешли на аварский язык и идентифицируют себя как аварцы.

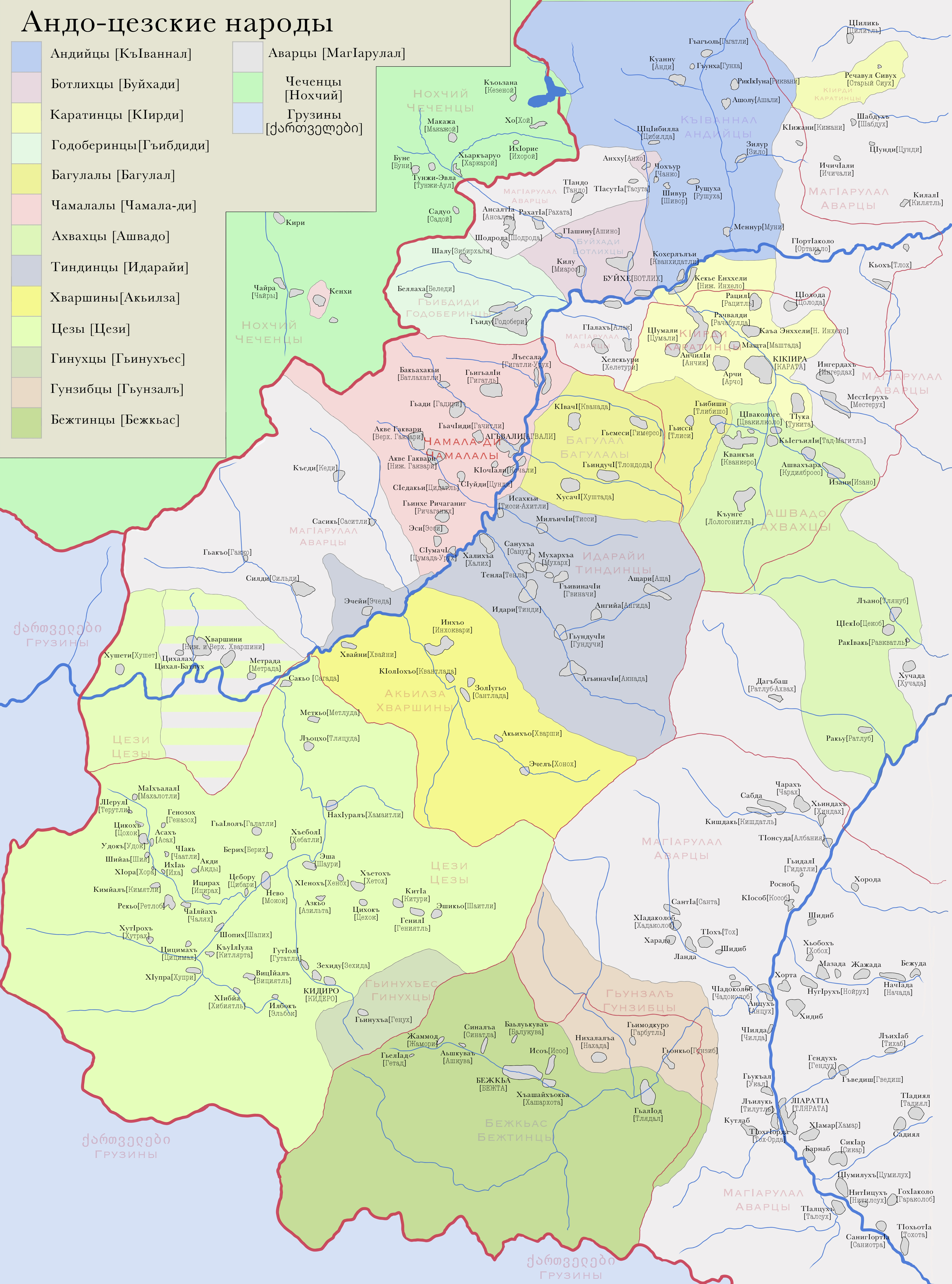
Андо-цезские народы в горной зоне Дагестана (населенные пункты приведены на оригинальных языках)

Андийские народы населяют в основном Ботлихский район (андийцы, годоберинцы, ботлихцы, каратинцы), Цумадинский район (багвалинцы, тиндинцы, чамалинцы), Ахвахский район (ахвахцы, каратинцы, багвалинцы), Шамильский район (ахвахцы).
Цезские (дидойские) населяют приграничные с Грузией Цунтинский район (дидойцы (цезы), гинухцы), Бежтинский участок (бежтинцы, гунзибцы) и Юг Цумадинского района (хваршины).